# Gyllene Tider (альбом)
Gyllene Tider (со швед. — «Золотые времена») — дебютный студийный альбом шведской поп-рок группы Gyllene Tider, вышедший в Швеции 18 февраля 1980 года (на LP и аудиокассетах) и 28 марта 1991 года (на CD).
По состоянию на июль 1981 года с момента выхода альбом продался в Швеции тиражом 150.000 экземпляров.
Альбом включён в книгу «Тысяча классических шведских произведений».
Песня «Flickorna på TV 2» стала первой записью в карьере Пера Гессле, за которую он (как группа Gyllene Tider) весной 1980 года получил «золотую» награду по итогам продаж в Швеции.

## История
Дебютный студийный LP-альбом был записан на студии «EMI Studios» в Стокгольме в период с августа по сентябрь 1979 года.
Первое издание альбома на 12" виниловой пластинке было выпущено ограниченным триажом на жёлтом виниле.
Песня «Flickorna på TV2» смогла возглавить шведские чарты не будучи выпущенной в качестве сингла. Кроме того, это произошло после всего лишь шести живых выступлений группы.
В молодости Гессле работал на ферме по выращиванию грибов, однако вместо выполнения своих обязанностей он часто отсиживался в теплице и занимался посторонними делами. Так, была написана песня «(Dansar inte lika bra som) Sjömän».

## Музыканты
Gyllene Tider
- Мике Сюд Андерссон — ударные, вокал, тимбал, кабаса, бонго, Vibraslap[англ.] и удары в ладоши
- Йоран Фритцсон — орган, электрическое пианино, удары в ладоши
- Пер Гессле — вокал, электро- и акустическая гитара, удары в ладоши
- Андерс Херрлин — бас и удары в ладоши
- Матс МП Перссон — электро- и акустическая гитара, вокал, орган, рояль, удары в ладоши

Другие участники записи
- Лассе Линдбом — хлопанье в ладошли для песни «Revolver upp»
- Друзья — апплодисменты и спонтанные звуки для песни «Skicka ett vykort, älskling»

## Список песен

### Оригинальное издание
Автор текста всех песен: Пер Гессле. Композиторы: Пер Гессле и Матс МП Перссон, кроме случае, где указано особо.
Сторона A
1. «Skicka ett vykort, älskling» (2:30) («Send Me a Postcard[англ.]») (музыка: Робби ван Леувен)
2. «Himmel no. 7» (5:07)
3. «Revolver upp» (2:28)
4. «Flickorna på TV 2[англ.]» (3:50)
5. «(Dansar inte lika bra som) Sjömän» (2:32)
6. «Sista gången jag såg Annie» (5:03)

Сторона B
1. «Billy» (5:20) (текст и музыка: Пер Гессле)
2. «Fån telefon» (3:24)
3. «När ni faller faller ni hårt» (4:12)
4. «Ska vi älska, så ska vi älska till Buddy Holly[англ.]» (3:44)
5. «Guld» (3:25)

### Бонус-трэки CD-издание 1990 и 1991 года
1. «24:e December» (4:34)
2. «Åh Ziggy Stardust (var blev du av?)» (3:21)
3. «Marie i växeln» (3:42)

Обзор песен
- «24:e December» — первая песня в истории, которую Gyllene Tider когда-либо выпустили на лейбле «EMI». До выхода на этом альбоме эта песня ранее издавалась на рождественском сборнике «Glitter, glögg & rock’n roll»[2].
- «Åh Ziggy Stardust (var blev du av?)» — эта песня является трибьютом Дэвиду Боуи и была изначально записана для основного альбома. До выхода в качестве бонус-трэка на CD, песня выходила ранее только на сборнике «Parlophone Pop! Instant Hits, Singlar & Out-Takes… Vol. 1»[2].
- «Marie i växeln» — шведскоязычный кавер на песню британской группы Rockpile[англ.] «Switchboard Susan». Она была записана под именем Rockfile на сборнике «Parlophone Pop! Instant Hits, Singlar & Out-Takes… Vol. 1»[2].

### Бонус-трэки CD-издание 2000 года
В ноябре 1978 года Пер Гессле и Gyllene Tider выпустили свой первый в истории релиз, мини-альбом «Gyllene Tider EP» (1978). Двадцать два года песни с этой пластинки (изначальный тираж 900 копий) не были доступны нигде более до тех пор, пока в 2000 году они не вышли в качестве бонус-трэка к переизданию дебютного LP альбома группы. Песни «Billy» и «När alla vännerna gått hem», выпущенные на альбомах «Gyllene Tider» и «Moderna Tider» соответственно отличаются от записанных на оригинальном мини-альбоме.
1. «Pornografi» (2:40)
2. «M» (3:00)
3. «Billy» (5:40)
4. «Rembrandt» (2:00)
5. «När alla vännerna gått hem» (3:45)

## Синглы
Из альбома было выпущено два сингла:
- Himmel No. 7 (10 декабря 1979 года и 17 декабря 1979 года)
  1. Himmel No. 7 (4:34)
  2. Flickorna på TV 2 (3:50)
- Ska Vi Älska, Så Ska Vi Älska Till Buddy Holly (27 мая 1980 года)
  1. Ska Vi Älska, Så Ska Vi Älska Till Buddy Holly (3:44)
  2. (Dansar inte lika bra som) Sjömän (2:32)

Первый сингл «Himmel No. 7» стал дебютным синглом группы на крупном лейбле звукозаписи. Первое издание сингла было выпущено 10 декабря 1979 года на черном виниле, а также ограниченным триажом на жёлтом виниле. Изначально планировалось, что сингл будет двойным A-sided синглом, но при печати пластинок произошла техническая ошибка и песня «Himmel No. 7» была напечатана на стороне А, а «Flickorna på TV 2» на второне B. При печати второго тиража сингла (вышел 17 декабря 1979 года) эта ошибка была исправлена. Оба издания отличаются тем, что в первом случае песни отмечены как «Сторона А и Сторона Б», в то время как на втором издании песни помечены «Сторона А1 и Сторона А2».
Второй сингл «Ska Vi Älska, Så Ska Vi Älska Till Buddy Holly» был выпущен 27 мая 1980 года. Первое издание было выпущено на жёлтом виниле, а второе — на чёрном. Пер Гессле отправил английскую версию песни Полу Маккартни, так как он владел всеми правами на песни Бадди Холли, но не получил от него ответа.

## Форматы записи
Альбом изначально вышел на 12" виниловой пластинке. Позже альбом несколько раз переиздавался на CD:
- 1990 — в подарочной коробке «Kompakta Tider»
- 1991 — как отдельный CD
- 2000 — CD, издание посвящённое 20-летию альбома
- 2004 — издание в диджипаке, посвящённое 25-летию группы

## Чарты
| Чарт (1980—1981)                           | Высшая позиция |
| ------------------------------------------ | -------------- |
| Норвежский чарт альбомов (VG-lista)        | 27             |
| Шведский чарт альбомов (Sverigetopplistan) | 1              |

## Комментарии
1. ↑  Не следует путать с мини-альбомом «Gyllene Tider EP» (1996)